# زبير بوغنية
زبير بوغنية (31 يوليو 1955 - 23 يناير 2024)، أصيل مدينة المطوية من حيث الأب وأمه إيطالية. ولد بتونس العاصمة في 31 جويلية 1955، هو لاعب كرة قدم سابق ومدرب تونسي.

## المسيرة الرياضية
لعب زبير بوغنية مع نادي الترجي الرياضي التونسي، منذ عام 1966، ومر بجميع الأصناف  وصولا إلى صنف الأكابر منذ نهاية الموسم 1973-1974، وأحرز في السنة الموالية على لقب أحسن هداف في البطولة الوطنية ب24 هدفا، ولم يغادر الترجي إلا عام 1987. وفي الأثناء توجه إلى باريس لدراسة طب الأسنان، دون أن ينهيها. بعد انتهاء مشواره كلاعب، أحرز على ديبلوم الفيفا وهو ما يعادل الدرجة الثالثة، وأشرف على تدريب صنف الأصاغر للترجي ثم خطة مدير رياضي في نفس النادي ، ثم انتدب لأول مرة مدربا لنادي جمعية جربة في عام 2010 